# کاپدپرا
کاپدپرا (به اسپانیایی: Capdepera) یک شهرستان در اسپانیا است که در Llevant واقع شده‌است.

## خصوصیات
کاپدپرا ۵۴٫۹۲ کیلومترمربع مساحت و ۱۱٬۹۱۱ نفر جمعیت دارد و ۱۱۱ متر بالاتر از سطح دریا واقع شده‌است.